# The Saintbox
The Saintbox – polski zespół wykonujący muzykę z pogranicza jazzu oraz szeroko rozumianej muzyki elektronicznej i alternatywnej. Powstała w 2011 roku w składzie Olo Walicki, Maciej Szupica i Gaba Kulka.
Debiutancki album zespołu zatytułowany  The Saintbox ukazał się 19 marca 2012 roku nakładem wytwórni muzycznej Mystic Production. Płyta była promowana teledyskiem do utworu "Eulalia". Obraz został wyreżyserowany przez Macieja Szupicę i Monsieur Zupika, który byli także autorami scenariusza.

## Dyskografia
- The Saintbox (2012, Mystic Production)